# ネイボール
ネイボール（1990年4月11日 - ）は日本出身のファッションモデル。アメリカと日本のハーフ。身長：178センチメートル。血液型：B型。

## 略歴・人物
日本生まれの川崎育ち。サッカーブラジル代表・ネイマール選手のそっくりさんとして注目されている。
趣味はバスケットボールとタコスを作ること。サッカーは2014年の7月に始めた。バスケットボール歴は長く、高校時代には神奈川県大会で優勝するほどスポーツ万能である。
2014年7月31日、ネイマール選手が来日した羽田空港で、700人のファンと20社のメディアに囲まれ注目を集めた。
また、元AKB48の川崎希の夫、アレクサンダーの付き人やアレクサンダー率いるロックバンド「THE BIG JAWS」のコーラスとしても活動している。
2014年11月23日、『有吉反省会』でテレビデビュー。
2024年2月5日、3年前に結婚していた事と、倦怠感、体重減少、寝汗、出血傾向、発熱などの症状が続き医師から白血病と診断され闘病生活を送っている事を自身のブログで公表した。

## 出演
テレビ
- 有吉反省会(日本テレビ)
- なら婚(日本テレビ)
- 5時に夢中!(TOKYO MX)
- 今夜くらべてみました(日本テレビ)
- アッコにおまかせ!(TBS)
- お笑いワイドショー マルコポロリ!（関西テレビ、2015年3月）

CM
- TOYOTA「プリウス」
- アサヒスーパードライ
- au「DRAW XMAS」
- SONY 「PS4」
- KIRIN「午後の紅茶」

広告
- SONY「ヘッドフォン」
- HONDA「DUNK」
- TRICKorTREAT （http://www.trickortreat-ipt.com/）

雑誌
- 411（三栄書房）
- RUDO（マガジン・マガジン）

カタログ
- MIZUNO

ファッションショー
- COTEMER（東京コレクション）

メディア
- スポーツニッポン
- スポーツ報知
- 日刊スポーツ
- サンケイスポーツ

その他
- ロックバンド『THE BIG JAWS』LIVE（原宿アストロホール：7月28、29）

## 関連人物
- アレクサンダー
- 川崎希